# Luis Chávez
Luis Gerardo Chávez Magallón (ur. 15 stycznia 1996 w Cihuatlán) – meksykański piłkarz występujący na pozycji defensywnego lub środkowego pomocnika, reprezentant Meksyku, od 2023 roku zawodnik rosyjskiego Dinama Moskwa.